# Bělá pod Bezdězem (zámek)
Zámek Bělá pod Bezdězem je pětitraktová barokní budova, ve stejnojmenné obci. Stojí na ostrožně v jihovýchodní části původního města Bělá.

## Dějiny

### Tvrz

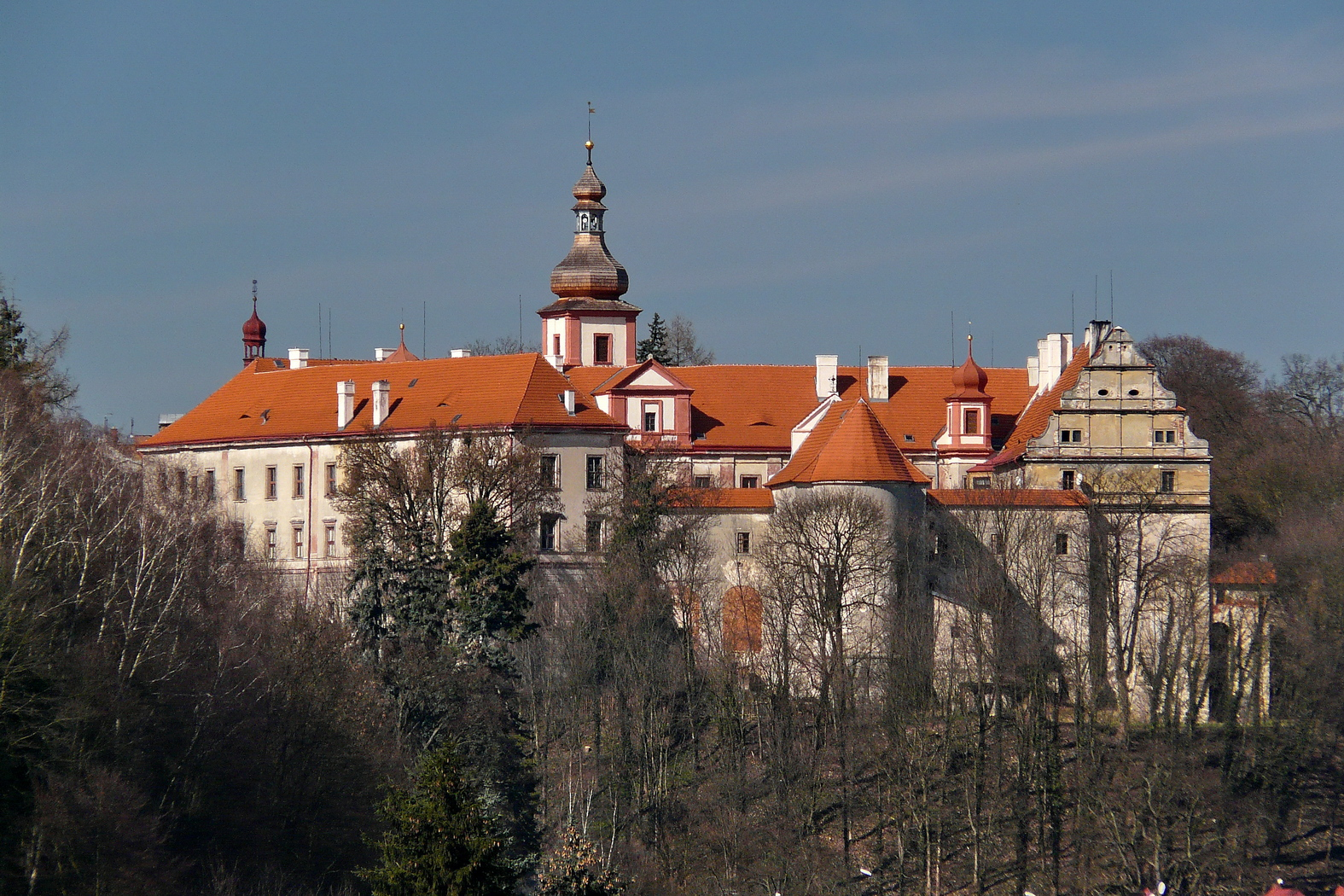
Zámek v Bělé, celkový pohled

Zámek stojí na místě někdejší tvrze, která stála na ostrohu vybíhajícím směrem na východ, na stranu od města Bělé. Tvrz vznikla pravděpodobně v souvislosti se založením města Bělá na bezdězském panství Hynka z Dubé v roce 1304. Na západní straně byla tvrz oddělena příkopem a branou v úrovni hradeb a celou tvrz obklopovala kamenná hradba. Ta ze tří stran mívala také parkán, z něhož se dochovaly jen části v hraně svahu a patřil k němu zřejmě i později zasypaný příkop.
Nejstarší palácová stavba dle písemností stávala na východní straně, a to buď v místě dnešní zámecké kaple svatého Josefa, či zcela mimo obvod pozdějšího zámku. Jako stavitel pozdější stavby rozsáhlého jednokřídlového palác na jižní straně, mohl být i samotný král Karel IV., neboť ten ve druhé polovině 14. století dočasně vykoupil ze zástavy Bělou jako součást bezdězského panství.
V letech 1421 až 1426, kdy panství držel Jan z Michalovic, se města zmocnili husité. Při dobývání města zpět roku 1431 míšeňským markrabětem Zikmundem, bylo pobořeno město i tvrz. Poté panství drželi páni z Michalovic, a to až do roku 1468, ale válkami poškozenou tvrz obnovili až další majitelé ve skromnější podobě. Při přestavbě byla zřejmě zbořena poškozená východní budova a zdivo použito jako zdroj stavebního materiálu pro novou palácovou budovu i pro mohutné zdi uzavírající východní stranu nádvoří.[zdroj?] Vzniklá dvoutraktová budova má valeně klenuté sklepy spojené půlkruhovým portálkem z 2. poloviny 15. století.

### Zámek

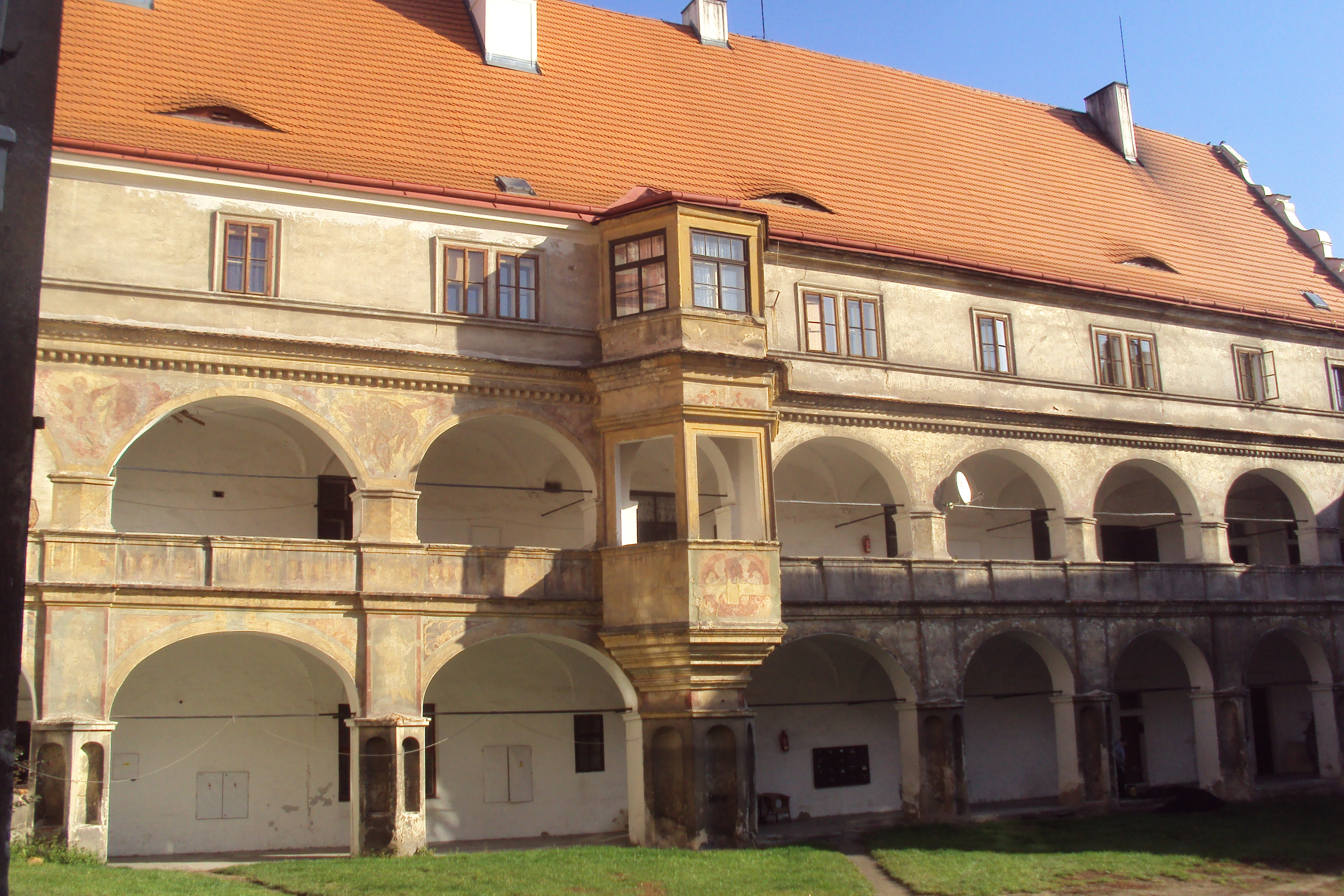
Nádvoří zámku

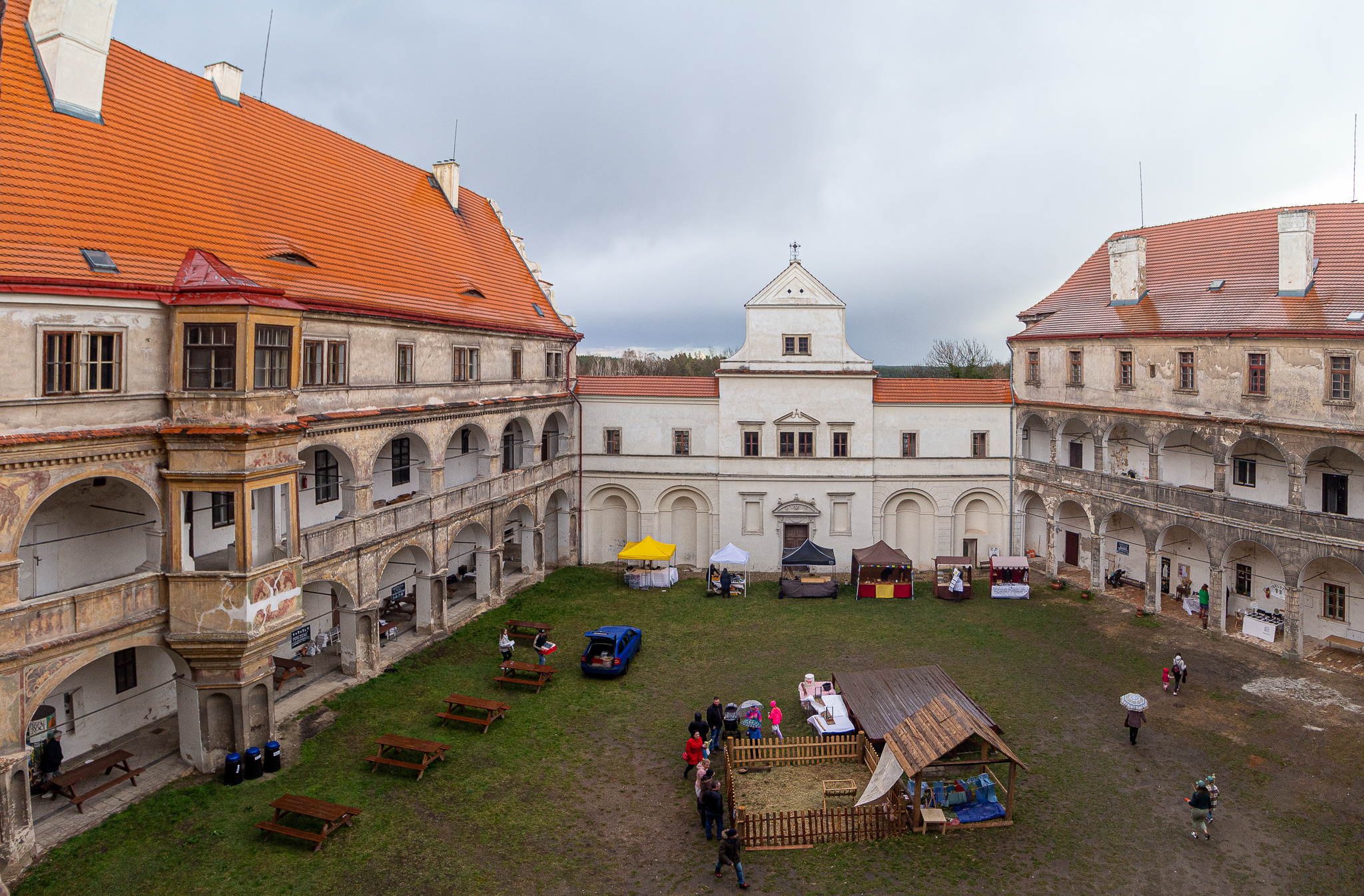
Nádvoří zámku s kaplí svatého Josefa v roce 2023

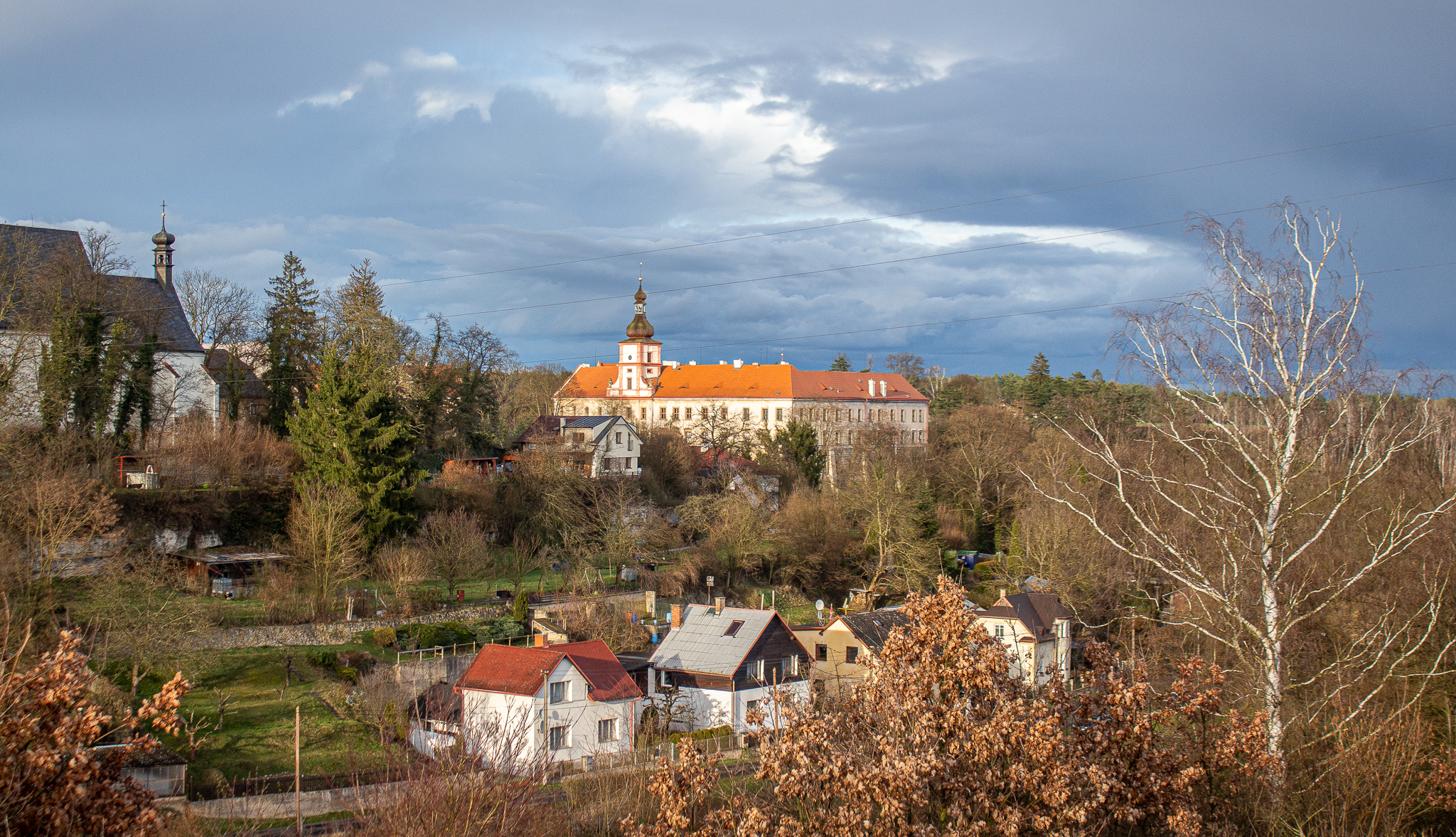
Zámek Bělá pod Bězdězem

Od konce 15. do začátku 16. století se vystřídalo několik majitelů panství. Mezi nimi Jan Špetle z Janovic, který ve 40. letech 16. století nechal gotické jižní křídlo renesančně přestavět a snad i přidělat renesanční klenby s hřebínky.[zdroj?] Na gotických základech vzniklo také severozápadní křídlo zámku. O deset let později již prameny již hovoří výhradně o zámku. Po smrti Jana Špetleho roku 1553 panství soudním rozhodnutím připadlo jedné z jeho dcer, Anně z Janovic. Po její smrti, panství zdědil její ovdovělý manžel Jan Berka z Dubé, a z Bělé učinil samostatné panství se sídlem ve městě, proto bylo potřeba vybudovat zde reprezentativní rezidenci a starou tvrz přebudovat.
V roce 1586 syn Jana Berky a jeho zesnulé ženy Anny, Aleš zakoupil panství Bělou od císaře Rudolfa II. za 18 500 kop grošů do dědičného vlastnictví. Aleš Berka se však po smrti své manželky roku 1599 stal nepříčetným a v pomatení se probodl mečem. Panství pak přešlo na jeho bratrance Bohuchvala Berku z Dubé, významného příznivce jednoty bratrské. po stavovském povstání byl Bohuchval jedním z vůdců stoupenců Fridricha Falckého. Za to získal hodnost nejvyššího purkrabího, ale po porážce zimního krále na Bílé hoře prchl ze země a jeho majetek byl zabaven. Za správy Aleše Berky z Dubé a Lipé, či jeho bratrance Bohuchvala v letech 1586 až 1615 proběhla renesanční přestavba zámku, při níž vzniklo nové arkádové křídlo na severní straně, které již definitivně přesahovalo dosavadní areál tvrze.
V roce 1622 skoupil rozsáhlá zabavená panství na severu Čech Albrecht z Valdštejna, a Bělá byla připojena k Frýdlantskému vévodství. O úpravách, které byly prováděny na bělském zámku i za Valdštejnova života, svědčí letopočet 1629 vepsaný na pozdně renesančním portále zámecké kaple. Po zavraždění Albrechta z Valdštejna v roce 1634 přechází Bělá na italského šlechtice, markýze Františka Caretta z Grana, za jehož držby došlo pouze k menším opravám škod z válečných let 1634-1644, poté opět Františkův syn Ota Jindřich z Caretta-Millesima roku 1678 Bělou prodal Arnoštu Josefovi z Valdštejna.
Za Arnošta z Valdštejna došlo po roce 1689 k posledním velkým barokním úpravám. Rozsáhlou přestavbu zámku podle plánů Jeana-Baptisty Matheyho, které zde realizoval Bernardo Canevalle. Valdštejnové však měli své sídlo v nedalekém zámku v Mnichově Hradišti, a bělský zámek tak zůstával bez většího využití.
Manufakturu na soukenickou a textilní výrobu založenou Vincencem hrabětem z Valdštejna po polovině 18. století v prostorách zámku zrušil Arnošt Filip z Valdštejna, a od roku 1789 byl zámek byl upraven zpět pro potřeby panského sídla. V této době byly provedeny klasicistní úpravy, které však do značné míry znehodnotily původní vzhled zámku. Arnoštův syn Kristián umožnil od roku 1855 využít prostory zámku pro nově vzniklé lesnické učiliště, které fungovalo padesát let a dosáhlo velkého věhlasu na evropské úrovni. Učiliště později přesídlilo do Zákup v okrese Česká Lípa
(viz Vyšší lesnická škola v Nových Zákupech) a v roce 1905 byl bělský zámek upraven pro potřeby valdštejnského velkostatku jako byty pro úředníky.
Od roku 1939 sídlí v prvním patře zámku muzeum (původně Muzeum bělského soudního okresu). V roce 1945 byl Valdštejnům majetek zabaven státem a zámecké prostory sloužily k bydlení.